# Esercito Italiano
L'Esercito Italiano (EI) è la componente terrestre delle forze armate italiane, delle quali fanno parte anche la Marina Militare, l'Aeronautica Militare e l'Arma dei Carabinieri, tutte dipendenti dal capo di stato maggiore della difesa e inserite nel Ministero della difesa.
Nato come Regio Esercito nel 1861 in occasione dell'Unità d'Italia dal nucleo della Armata Sarda, assunse la denominazione attuale dopo la nascita della Repubblica Italiana avvenuta nel 1946. Terminata la fase di transizione del secondo dopoguerra, periodo durante il quale alcune unità erano ancora sotto il controllo Alleato, l'ingresso dell'Italia nella NATO comportò per l'Esercito una riorganizzazione e un ammodernamento in funzione di contrasto a un'eventuale azione militare da parte delle forze del Patto di Varsavia. I mutevoli scenari a livello internazionale hanno fatto sì che l'Esercito Italiano partecipasse inoltre a varie missioni di pace sotto egida ONU o NATO, quale ad esempio la missione Ibis in Somalia cominciata nel 1992 nell'ambito della missione UNITAF o l'UNMIBH in Bosnia ed Erzegovina, durata dal 1995 al 2002.
Con l'avvento del XXI secolo l'Arma dei Carabinieri che prima faceva parte dell'esercito, nel 2000 ha assunto il rango di forza armata; l'emanazione poi della legge 23 agosto 2004, n. 226 ha determinato la sospensione alle chiamate del servizio militare obbligatorio a partire dal 2005 accanto a un processo di riforma generale accompagnato da una progressiva riduzione di effettivi.

## Storia

### Il Regio Esercito

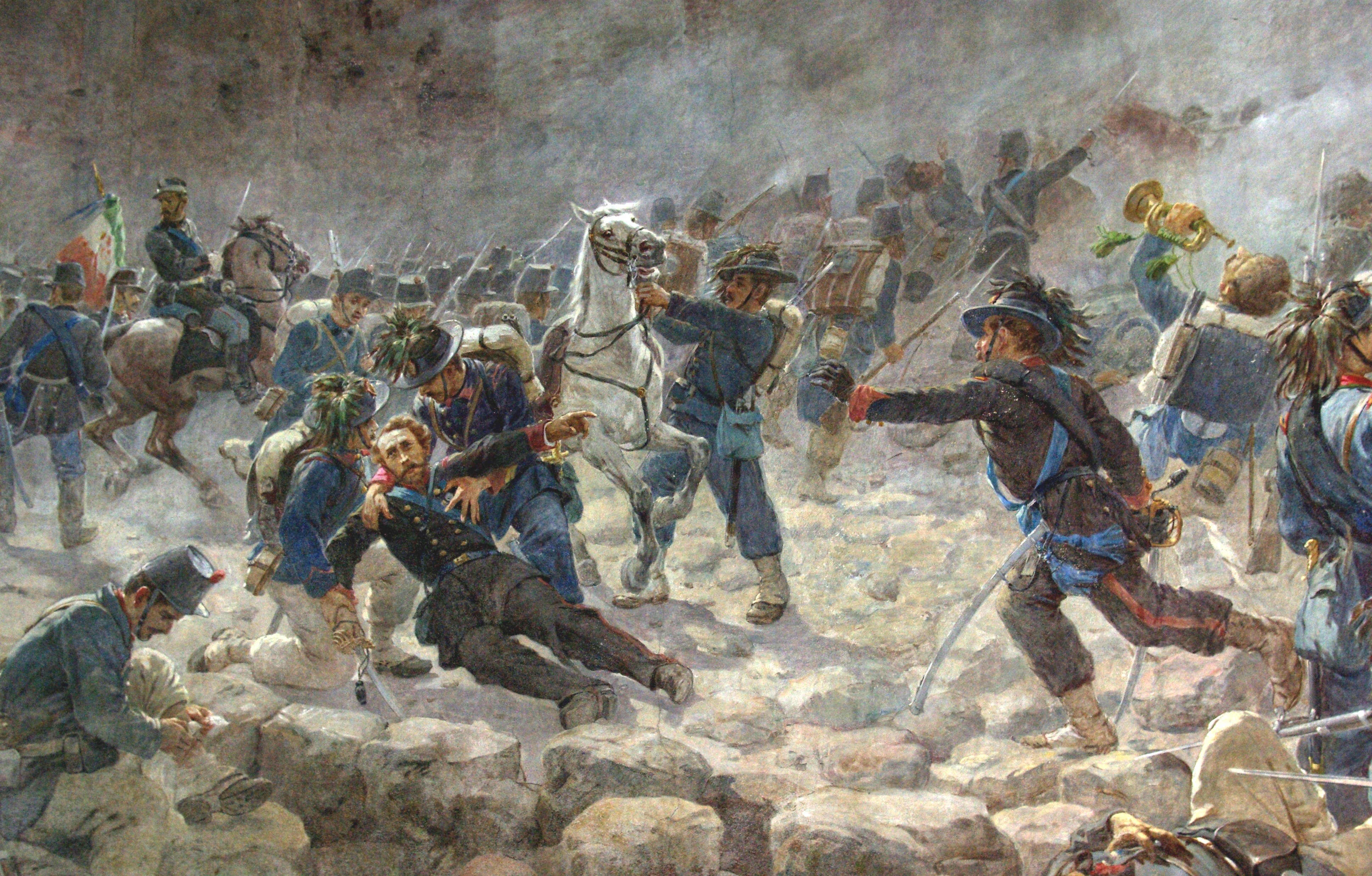
Il maggiore Giacomo Pagliari, comandante del 34º Bersaglieri, colpito a morte durante la presa di Porta Pia.

Subito dopo l'unità d'Italia nel 1861, venne costituito il Regio Esercito italiano, che nacque dalla fusione dell'"Armata Sarda" con gli altri eserciti operativi nei vari stati preunitari italiani; la denominazione venne stabilita il 4 maggio 1861, con decreto (nota n. 76 del 4 maggio 1861) del Ministro della guerra Manfredo Fanti.
Da allora il Regio Esercito ha partecipato alla Terza guerra di indipendenza, alle campagne coloniali, alla prima guerra mondiale, alla guerra d'Etiopia, quindi alla seconda guerra mondiale, dal 1940 dalla parte dell'Asse e dopo l'8 settembre 1943 dalla parte degli Alleati.

### L'esercito cobelligerante e la nascita della Repubblica

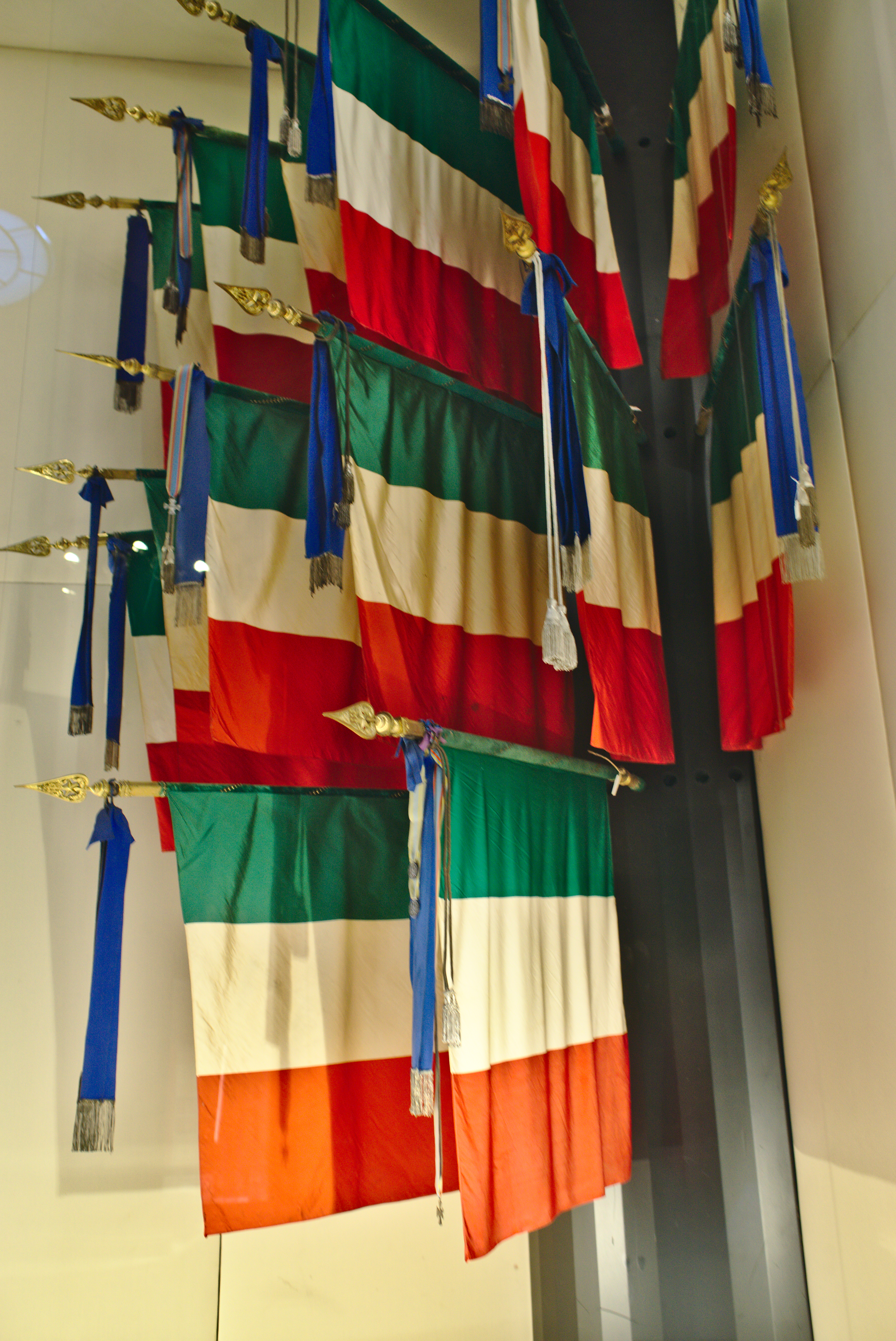
Bandiere dell'Esercito Italiano conservate al Sacrario delle Bandiere a Roma

L'esercito repubblicano nacque dall'Esercito cobelligerante italiano, dopo la proclamazione della Repubblica il 2 giugno 1946. La sua base consisteva nel Corpo italiano di liberazione, che aveva partecipato alla campagna d'Italia al fianco della forze Alleate contribuendo alla liberazione del territorio nazionale. Dopo la cessazione delle ostilità, la Missione Militare Alleata il 14 novembre 1945 stabilì le norme alle quali il nuovo esercito, detto "di transizione", doveva attenersi. La struttura doveva rimanere quella stabilita fino alla firma del trattato di pace. I cinque Gruppi di Combattimento che erano stati costituiti via via che le forze Alleate avanzavano divennero altrettante divisioni binarie, cioè formate da due reggimenti (solo di fanteria): Divisione fanteria "Friuli", "Cremona", "Legnano", "Folgore" e "Mantova".
A queste si aggiungevano tre divisioni di sicurezza interna, la "Aosta", la "Reggio (originariamente "Sabauda") e la "Calabria" cui si aggiungevano altri dieci reggimenti di cui tre alpini, portando la forza complessiva di quelle che venivano denominate "forze mobili e locali" a 90 000 uomini.
Altre componenti dell'esercito di transizione erano l'Organizzazione centrale e undici comandi militari territoriali che dovevano sostituire le funzioni dei preesistenti comandi di corpo d'armata in tempo di pace, per complessivi 9.000 uomini; l'amministrazione, comprendente le unità dei servizi con altri 31.000 uomini; la componente detta "Addestramento e complementi" che raggruppava il Centro Addestramento Complementi di Cesano e le scuole militari, per complessivi 10.000 uomini, che portavano il totale a 140.000 uomini. Alcuni reparti, consistenti in una divisione, sei raggruppamenti e due gruppi di battaglioni (equivalenti a reggimenti) rimanevano ancora sotto il comando Alleato.
L'organizzazione addestrativa di base era affidata ai comandi militari territoriali, attraverso i Centri addestramento reclute (CAR), con un organico a livello di reggimento, mentre l'addestramento avanzato veniva svolto dalle scuole militari. Inoltre ai comandi territoriali veniva assegnato un reggimento operativo in modo da garantire una presenza diffusa sul territorio, tranne in Sicilia nella quale i compiti di vigilanza vennero assegnati a due divisioni di sicurezza, visti i problemi legati alle tendenze separatiste dell'isola.
Nel 1946 le tre divisioni per la sicurezza interna vennero trasformate in unità operative, con l'aggiunta di un gruppo di artiglieria e un gruppo squadroni di cavalleria blindata (con cingolette CV35) della ricostituita Arma di cavalleria, e questa fu la struttura definitiva dell'Esercito di Transizione alla firma del trattato di Parigi nel 1947.

### Gli anni cinquanta

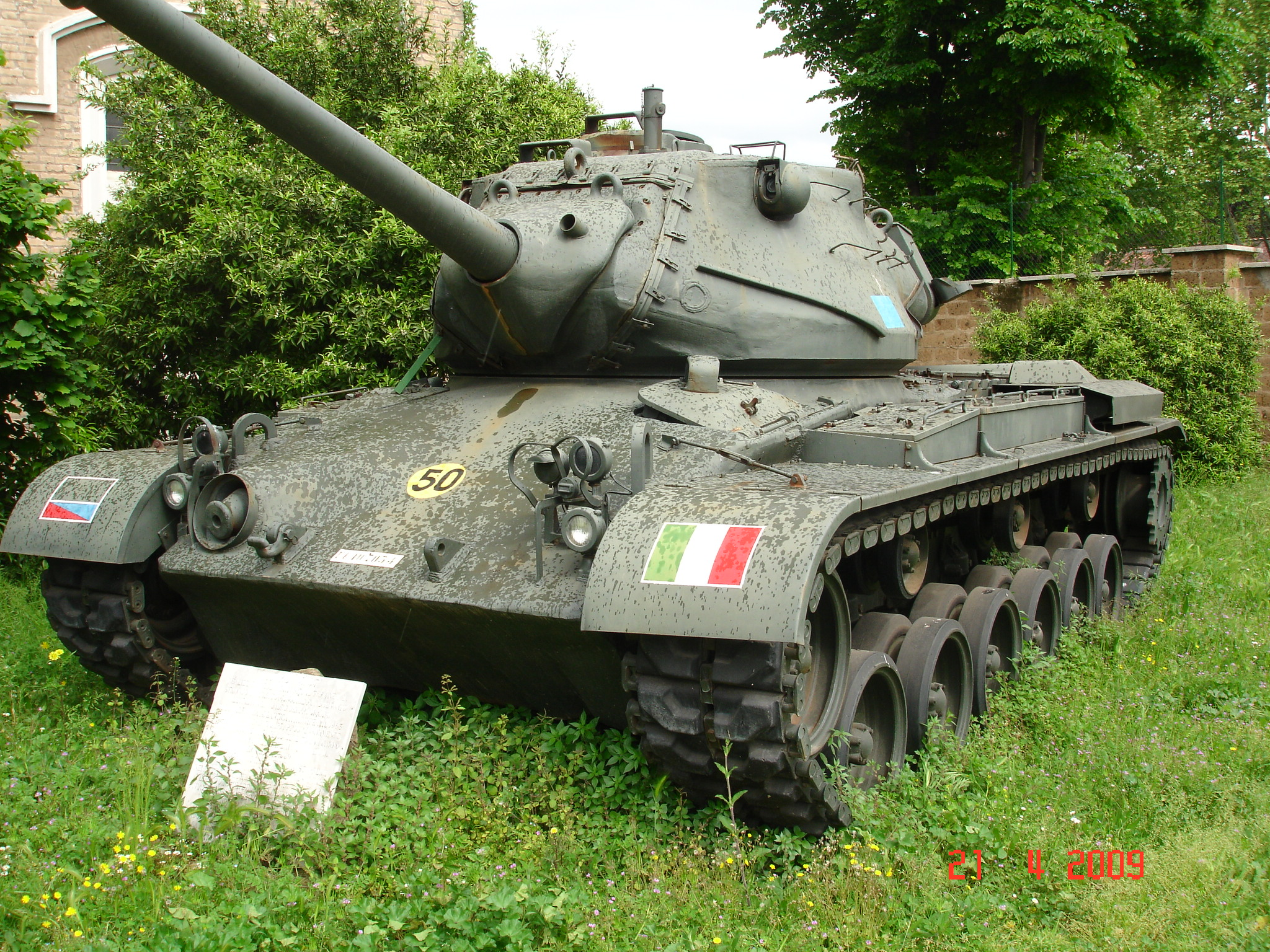
Un carro M47 Patton esposto al museo dei carristi situato in Roma-Cecchignola.

Dopo la fase di transizione, con l'accettazione dell'Italia nella NATO, le forze armate vengono rinforzate e riarmate, con un consistente concorso degli Stati Uniti d'America in termini di mezzi; la dottrina di impiego e l'addestramento vengono uniformati agli standard dell'alleanza, e vengono tenute regolarmente esercitazioni congiunte. 

Bandiera della NATO.

La consistenza dei reparti operativi cresce fino a raggiungere dieci divisioni di fanteria e tre corazzate ("Ariete", "Centauro" e "Pozzuolo del Friuli") cui si aggiungevano cinque brigate alpine. Nel 1954 la struttura di comando fu organizzata su due armate e cinque corpi d'armata, cui si aggiungeva il "Corpo per la sicurezza della Somalia", paese affidato all'Italia per mandato fiduciario dalle Nazioni Unite fino al 1960; di conseguenza, il corpo venne sciolto nello stesso anno.
Con il concretizzarsi della minaccia di invasione da parte del Patto di Varsavia viene definita dalla NATO la dottrina di difesa avanzata, che in Italia portò alla denominazione della "soglia di Gorizia" come linea di difesa alla quale doveva essere idealmente fermata l'eventuale invasione e al miglioramento ed estensione del Vallo Alpino, sistema di fortificazioni inizialmente concepito sotto il fascismo per contrastare una minaccia proveniente dalla Germania e successivamente ripristinato dall'inizio degli anni cinquanta fino al 1992, sotto il presidio di reparti appositamente dedicati allo scopo: Alpini d'arresto e Fanti d'arresto. Nacque la III Brigata missili che, dotata di missili "Honest John" prima (trentadue lanciatori) e "Lance" poi, acquisì la capacità di lancio di testate tattiche nucleari.

### Gli anni settanta - la riforma
Nel 1975 l'Esercito Italiano è stato interessato da una delle più radicali riforme della sua storia. La riforma venne promossa dal generale Andrea Cucino, che diventato capo di stato maggiore dell'esercito il 1º febbraio 1975, ordinò una revisione immediata della struttura della forza armata. Dopo due mesi dal suo insediamento, Cucino e il suo staff presentarono un piano per ristrutturare l'intera forza armata e dopo aver assicurato ulteriori 1.100 miliardi di lire in dieci anni per modernizzare l'equipaggiamento dell'esercito, ordinò che la riforma avesse inizio il 1º settembre 1975; il 31 dicembre 1975 la riforma era conclusa e gli organi, le unità, la dottrina, l'addestramento e l'organizzazione dell'esercito erano stati radicalmente modificati. Tra gli aspetti più rilevanti della riforma l'abolizione del livello reggimentale, con i battaglioni autonomi all'interno delle brigate. Dopo la riforma le unità operative erano pronte al 93%, con la Divisione corazzata "Ariete" pronta al 100% così come il Comando di artiglieria antiaerea.

### Gli anni ottanta-novanta e le missioni internazionali

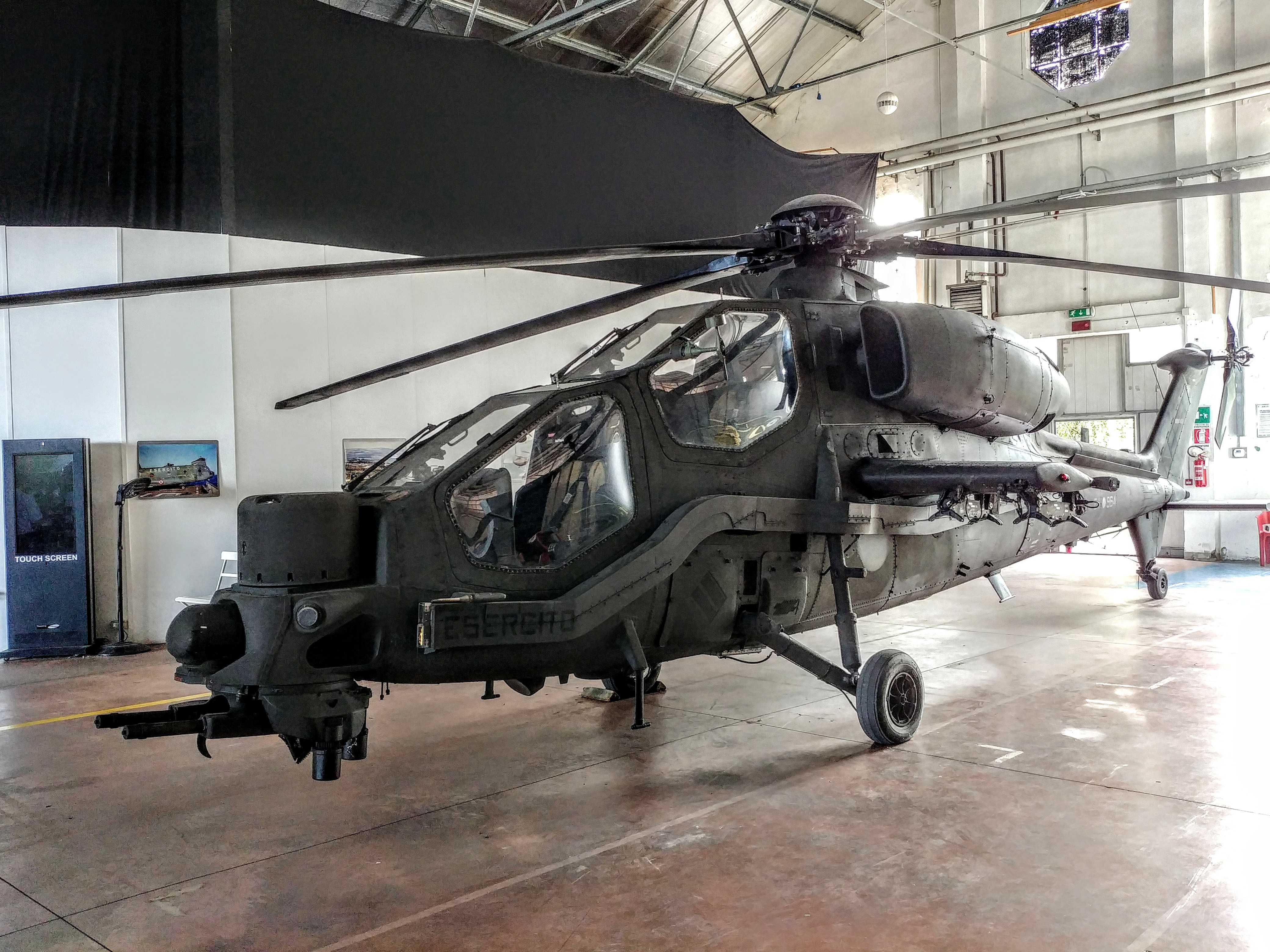
Agusta A.129 impiegato dall'Aviazione dell'Esercito a partire dagli anni '90, Volandia.

Con l'inizio degli anni ottanta l'esercito ha affrontato, dal 1980 al 1982, la sua prima missione armata (cioè non limitata alla sola presenza di osservatori) all'estero, la Missione Italcon, durante la guerra in Libano come forza di pace. Durante la missione, effettuata congiuntamente con forze di altri paesi NATO tra i quali Stati Uniti e Francia, il contingente ha guadagnato la fiducia delle parti contrapposte, riuscendo a non essere vittima di disastrosi attacchi che invece colpirono le altre forze multinazionali e perdendo alla fine un solo uomo a causa dell'esplosione di una mina.
Nel 1992, dopo le stragi mafiose in Sicilia, fu utilizzato per l'operazione di polizia Vespri siciliani, che durò diversi anni.
La caduta del muro di Berlino e il dissolvimento del Patto di Varsavia diedero una nuova dimensione alle forze armate italiane, non più in funzione esclusivamente difensiva ma anche e soprattutto in supporto alle iniziative di peacekeeping (come viene denominata internazionalmente un'operazione di mantenimento della pace). L'esercito venne infatti schierato nella missione ONU in Namibia (UNTAG, 1989-1990), in Albania e Kurdistan nel 1991, e in Somalia con l'operazione IBIS dal 1992 al 1994, operando nell'ambito dell'UNITAF, una delle operazioni più complesse in teatro estero dalla fine della seconda guerra mondiale. Il contingente italiano, nello svolgere il suo lavoro sul campo somalo, subì un'imboscata che causò la morte di alcuni soldati (battaglia del pastificio). Seguirono la missione ONU in Mozambico (1993-1995, ONUMOZ) e quelle in Bosnia ed Erzegovina (1995-2002, UNMIBH), Timor Est (1999-2000, UNAMET) e Kosovo (1999, UNMIK).

### Le riforme degli anni 2000

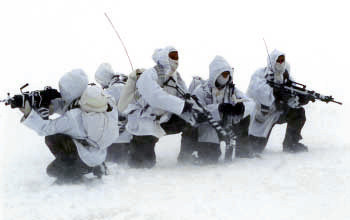
Un reparto di alpini in addestramento nel 2007.

A partire dagli anni 1990 l'esercito italiano cominciò ad attraversare una serie di trasformazioni come l'istituzione del ruolo dei volontari in ferma breve (VFB) prima e dei volontari in ferma annuale (VFA) poi. Dall'anno 2000 poi la partecipazione ai concorsi per l'accesso a tutte le FF.AA fu aperta anche alle donne senza alcuna limitazione di impiego, anche in incarichi di combattimento. In quello stesso anno si ebbe poi la separazione funzionale dell'Arma dei Carabinieri dall'esercito, elevata al rango di forza armata, cessando di essere una specialità dell'esercito, e perdendo la tradizionale provenienza del suo Comandante generale dalle file dell'Esercito.
Con la legge Martino del 2004 e la sospensione delle chiamate al servizio militare in Italia, venne avviata un notevole fase di ristrutturazione e ottimizzazione delle risorse soprattutto umane (la forza operativa passò negli anni da oltre 230.000 a circa 102.000) ne è discesa una concezione delle forze armate e una razionalizzazione del loro impiego completamente nuove e molto più agili.
Nel 2013 l'ultima profonda riorganizzazione, razionalizzando in particolare la componente operativa, e con la nascita del Comando delle forze speciali dell'Esercito.
Nel 2024 l'esercito ha pianificato un investimento di 23 miliardi di euro in 10 anni per il rinnovo completo del suo parco cingolati (una delle commesse più sostanziose a livello europeo).

## Armi, Corpi e Specialità dell'Esercito

### Armi e specialità
Le Armi dell'Esercito Italiano sono sei, mentre tra le specialità attive la più antica è quella dei "granatieri", la più giovane quella dei "lagunari":
- Arma di Fanteria, con le seguenti specialità:
  - Granatieri
  - Bersaglieri
  - Alpini
  - Paracadutisti
  - Lagunari
- Arma di Cavalleria, con le seguenti specialità:
  - Cavalleria di Linea (Dragoni, Lancieri, Cavalleggeri)
  - Carristi
- Arma di Artiglieria, con le seguenti specialità:
  - Artiglieria terrestre (comprende l'artiglieria campale, semovente, pesante e da montagna)
  - Artiglieria contraerei
- Arma del Genio, con le seguenti specialità:
  - Guastatori
  - Pionieri
  - Pontieri
  - Ferrovieri
- Arma delle Trasmissioni, con le seguenti specialità:
  - Telematica (ovvero trasmissione di voce e dati)
  - Guerra Elettronica
- Arma dei Trasporti e Materiali

L'Arma dei Carabinieri fu, fino al 2000, la prima Arma dell'Esercito, e successivamente fu elevata a rango di quarta forza armata italiana.

### Corpi
I Corpi dell'Esercito Italiano sono i seguenti:
- Corpo di Commissariato dell'Esercito Italiano
- Corpo Sanitario dell'Esercito Italiano
- Corpo degli Ingegneri dell'Esercito

### Specialità di forza armata
- Aviazione dell'Esercito: è l'unica Specialità della Forza Armata che non appartiene a nessuna Arma o Corpo dell'Esercito ma è formata da personale altamente qualificato proveniente da qualsiasi Arma, Corpo o altra Specialità[21].

## Personale

### Arruolamento
L'arruolamento avviene d'ufficio in determinate ipotesi per il servizio militare di leva in Italia o a domanda, in tale ultimo caso la selezione del personale è affidata ai centri di selezione VFP1, mentre l'addestramento è effettuato presso il reggimento addestramento volontari.

### Gradi e qualifiche
La gerarchia militare italiana è disciplinata dal d.lgs. 15 marzo 2010, in particolare sono previsti:

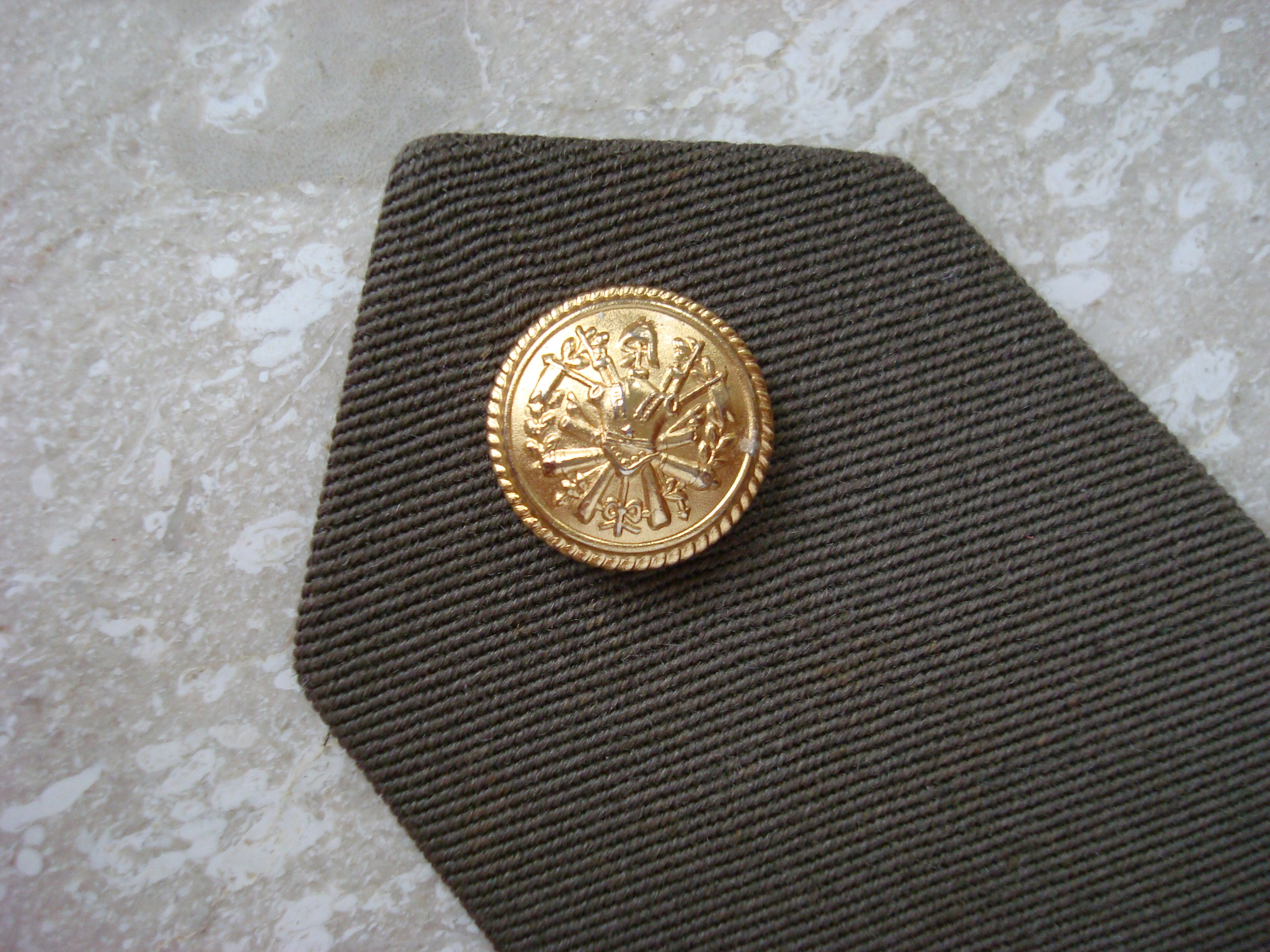
Particolare del bottone a pressione

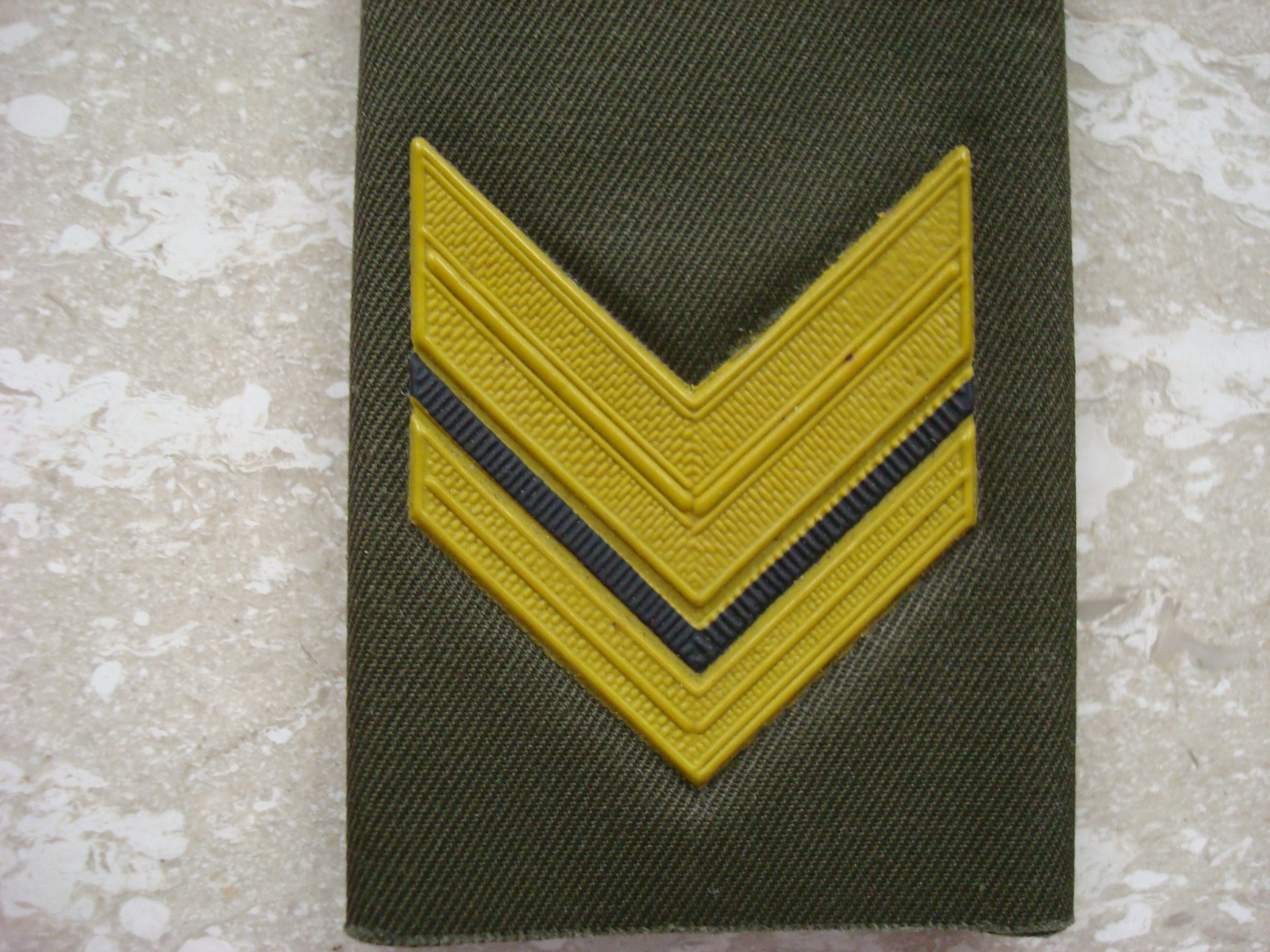
Tubolare con distintivo di sergente

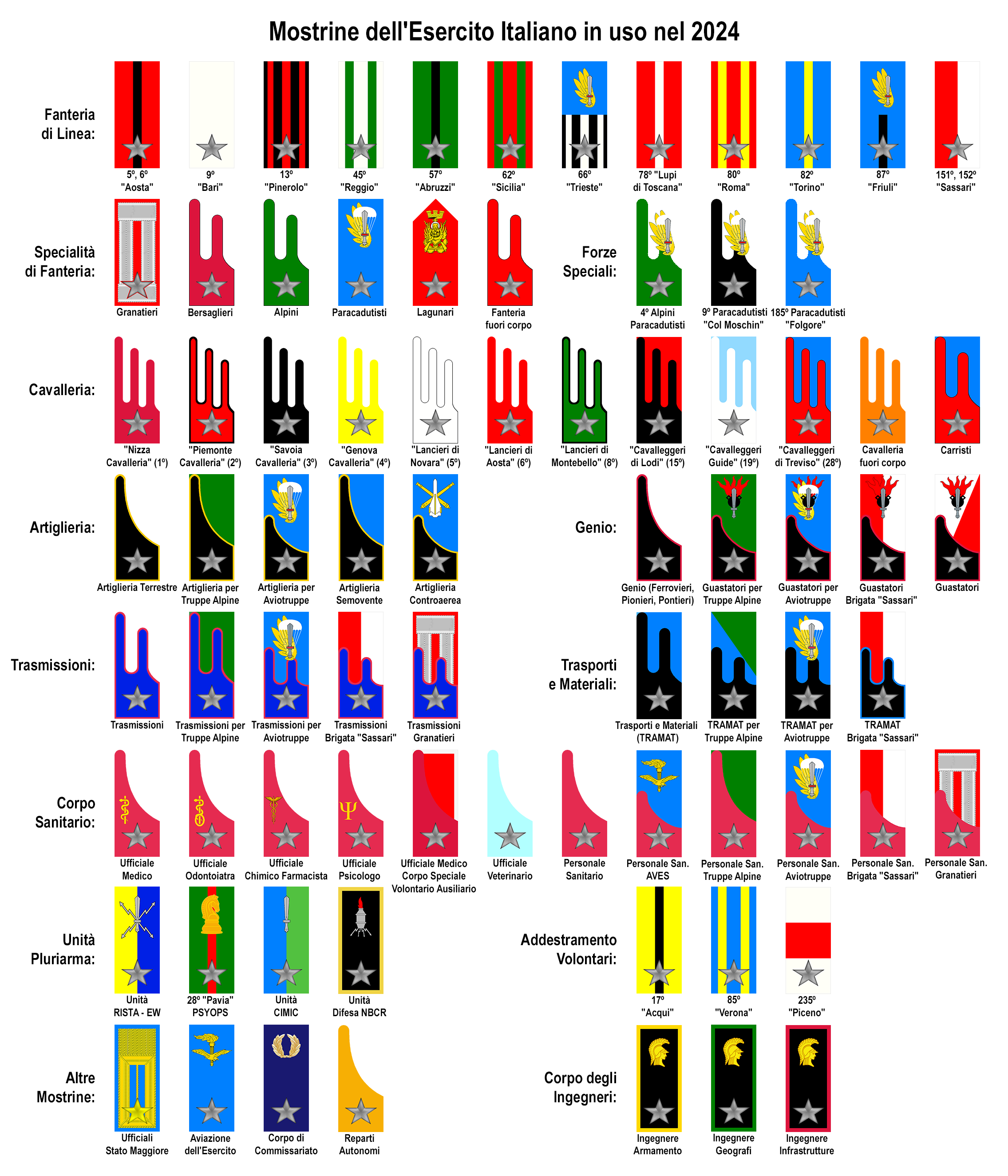
Mostrine dell'Esercito Italiano in uso nel 2024

I gradi sono rappresentati apposti sulle controspalline della divisa ordinaria invernale. Il colore della divisa è il cachi.
|                            |                        |                                |                   |                       |          |
| sergente maggiore aiutante | sergente maggiore capo | sergente maggiore (aviotruppe) | sergente maggiore | sergente (aviotruppe) | sergente |

|                   |                |               |                 |          |
| graduato aiutante | primo graduato | graduato capo | graduato scelto | graduato |

|                               |                  |                       |          |
| caporal maggiore (aviotruppe) | caporal maggiore | caporale (aviotruppe) | caporale |

|         |
| soldato |

## Struttura e organizzazione

### Lo stato maggiore

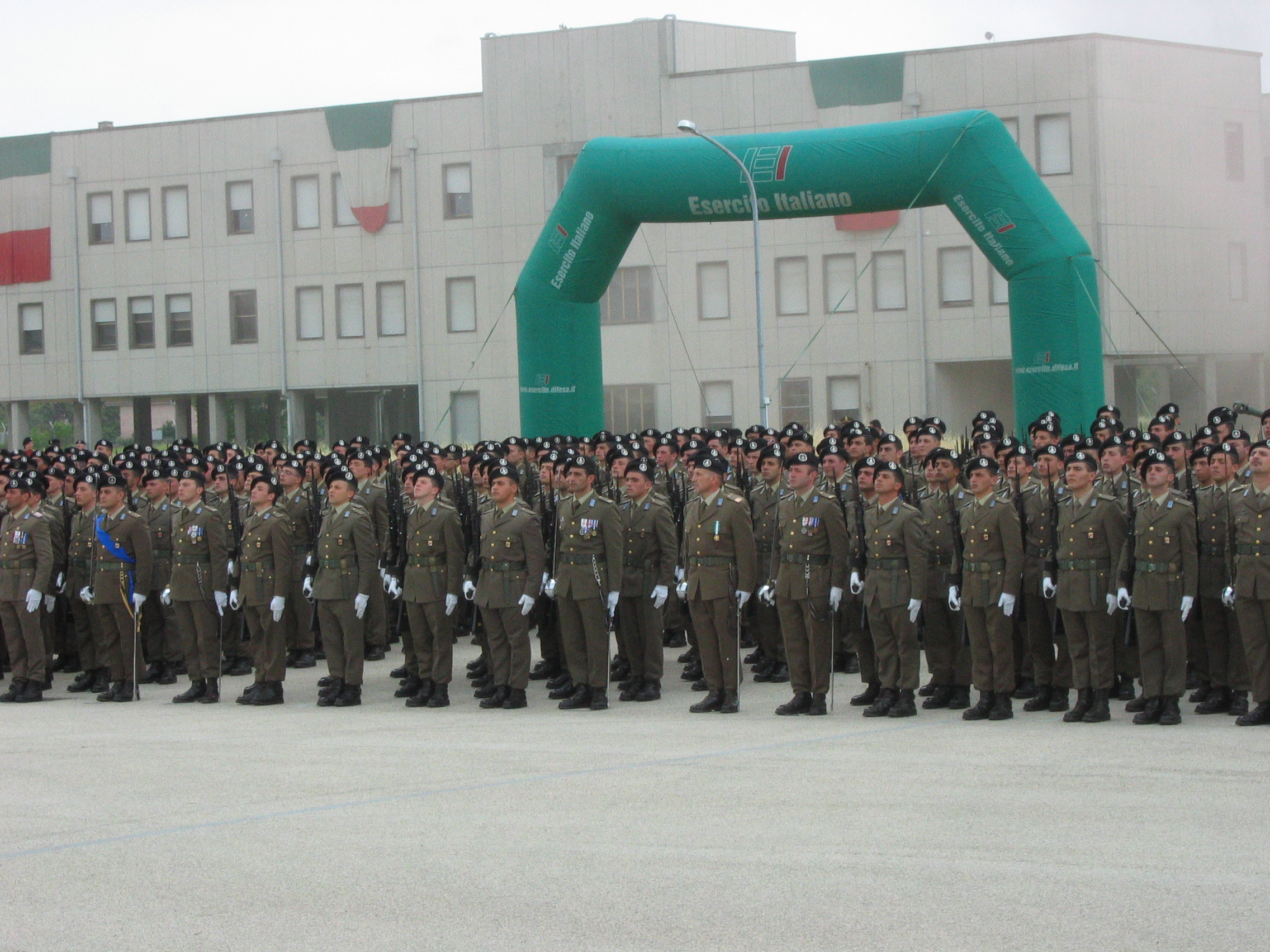
Parte di un reggimento schierato durante il giuramento.

Lo stato maggiore dell'Esercito (SME), con sede a Roma, è l'organismo deputato alla definizione delle politiche di Forza Armata ed è la struttura al vertice del comando dell'Esercito Italiano.
Per l'attività di comando e controllo sulle unità dell'Esercito, il capo di stato maggiore dell'Esercito italiano, coadiuvato da un sottocapo di stato maggiore, si avvale di nove alti comandi retti da altrettanti generali di corpo d'armata e da un Ispettorato diretto da un tenente generale.
Si avvale inoltre del Sottufficiale di Corpo dell'Esercito per i rapporti con sottufficiali, graduati e volontari.

### Le aree di vertice
Il capo di stato maggiore si avvale di due cinque di vertice:
- Comando delle forze operative terrestri[29], con sede in Roma è elemento di organizzazione dell'Esercito responsabile dell'indirizzo delle attività di approntamento e costituisce lo staff per il capo di stato maggiore dell'esercito per le problematiche connesse alla generazione delle forze per le operazioni, l'addestramento, l'approntamento.
- Comando per la formazione, specializzazione e dottrina dell'Esercito[30] di Roma, si occupa della formazione, specializzazione e dottrina di tutto il personale militare dell'Esercito.
- Comando logistico dell'Esercito[31] da cui dipendono, sul piano tecnico-funzionale, le unità della logistica di sostegno e della logistica di aderenza.
- NATO Rapid Deployable Corps - Italy[32], è un Comando multinazionale, della consistenza di una brigata, con sede in Solbiate Olona, Varese. L'Italia fornisce il 90% del personale, il rimanente 10% è costituito da militari provenienti da altre nazioni.

I seguenti comandi sono alle dipendenze del Comando delle forze operative terrestri:
- Comando truppe alpine[34], dislocato in Bolzano, raccoglie in sé la maggioranza dei reparti da montagna dell'Esercito Italiano e ne è responsabile per l'addestramento e la preparazione.
- Comando Forze Operative Nord[35] con sede a Padova, svolge le funzioni di comando e controllo nei concorsi operativi e no, su tutto il territorio dell'Italia centro-settentrionale, a dieci Regioni Amministrative, impiegando i reparti della Forza armata in caso di bonifica del territorio da ordigni bellici, di concorso alle forze di polizia o di calamità naturali.
- Comando Forze Operative Sud[36], con sede a Napoli, svolge funzioni analoghe a quelle del Comando Forze Operative Nord, per quanto riguarda le regioni meridionali.
- Comando delle forze operative terrestri di supporto[37], acquartierato a Verona. È deputato alla gestione di tutti i Comandi delle Armi di supporto al combattimento della forza armata.

L'organizzazione in dettagliata fino al livello battaglione viene riportata nel articolo Organizzazione dell'Esercito Italiano.

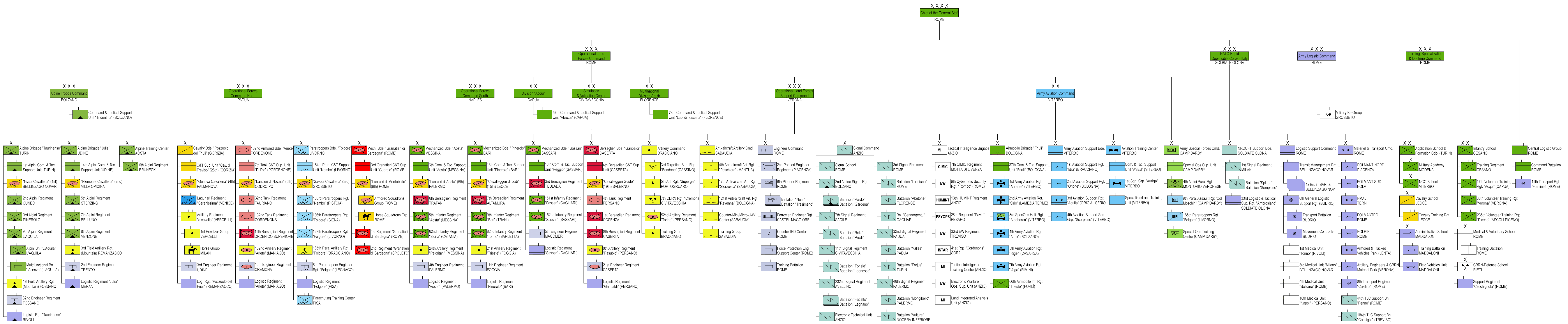
Struttura dell'Esercito Italiano nel 2024

## Corpi ausiliari, speciali e volontari
- Corpo militare volontario della Croce Rossa Italiana (CM-CRI)
- Corpo delle infermiere volontarie della Croce Rossa Italiana (IIVV-CRI)
- Corpo militare dell'Associazione dei Cavalieri Italiani del Sovrano Militare Ordine di Malta (CM-SMOM)
- Corpo delle infermiere volontarie dell'Associazione dei Cavalieri Italiani del Sovrano Militare Ordine di Malta (IIVV-SMOM)
- Ordinariato militare per l'Italia (OMI)

## Armamento
Di seguito è elencato l'armamento in dotazione ai Reparti dell'Esercito
| Tipo                                                             | Arma | Calibro                                       |
| ---------------------------------------------------------------- | --- | --------------------------------------------- |
| Pistola                                                          | - Beretta 92FS - Beretta APX - FN Five-seveN - Glock 17 | 9 × 19 mm Parabellum 5.7 x 28 mm              |
| Personal Defense Weapon / mitra                                  | - Beretta PMX pochi esemplari ad inventario - Beretta PM12 S2 - FN P90 - Heckler & Koch MP5 - Heckler & Koch MP7 in sperimentazione per i reggimenti di carristi                             | 9 × 19 mm Parabellum, HK 4.6×30mm 5.7 x 28 mm |
| Fucile d'assalto                                                 | - Beretta ARX160 - Beretta AR 70/90 - Beretta SC 70/90 - Beretta SCP 70/90 - FN Scar-L - Heckler & Koch G36 - M4 usato in alcuni reparti della folgore e dalle forze speciali                | 5,56 × 45 mm NATO                             |
| Fucile da battaglia                                              | - Beretta ARX 200 - FN Scar-H in sperimentazione | 7,62 × 51 mm NATO                             |
| Fucile a canna liscia                                            | - Franchi Spas 15 - Benelli M3 Super 90 - Beretta RS202 - Benelli M4 Super 90 | Calibro 12                                    |
| Mitragliatrice leggera                                           | - FN Minimi in più di 3000 unità | 5,56 × 45 mm NATO                             |
| Mitragliatrice media                                             | - M60 - MG 42/59 | 7,62 × 51 mm NATO                             |
| Mitragliatrice pesante                                           | - Browning M2 | 12,7 × 99 mm NATO                             |
| Fucile di precisione                                             | - Victrix Scorpio - Sako TRG-42 - Accuracy International Arctic Warfare - SR-25 - M110 | .338 Lapua Magnum, 7,62 × 51 mm NATO          |
| Fucile di precisione antimateriale                               | - BCM Extreme MAAR - Barrett M-82A1 | 12,7 × 99 mm NATO.338 Lapua Magnum            |
| Lanciafiamme                                                     | - T-148/B ritirato dal servizio |                                               |
| Lanciagranate per fucili AR 70/90, SC 70/90, SCP 70/90 e ARX-160 | - M203 - GLX-160 | 40 × 46 mm                                    |
| Bomba a mano                                                     | - MF 2000 (nuova bomba a mano introdotta in 110.000 unità nel 2023) - OD 82/SE (ritirate dal servizio attivo nel 2018) - SRCM Mod. 35 (in eliminazione, scorte usate solo per addestramento) |                                               |
| Mortaio leggero e medio                                          | - m252 alcuni anche con computer balistico - Expal 81-MX2-KM - Hirtenberger M6C-210 320 pezzi a inventario                                                                                   | 60 mm,81 mm                                   |
| Mortaio pesante                                                  | - Brandt Thomson MO-120-RT-61 525 pezzi a inventario circa 136 ammodernati e operativi | 120 mm                                        |
| Obice a traino                                                   | - FH-70 - OTO Melara 105 mm M56 | 155 mm/105 mm                                 |
| Cannone senza rinculo                                            | - Breda Folgore 800 pezzi a inventario ormai radiati dal servizio | 80mm                                          |
| Lanciarazzi controcarro                                          | - Dynamit Nobel Panzerfaust 3 | 110mm circa 13000 panzerfaust 3               |
| Missile controcarro a medio raggio                               | - Milan radiato dal servizio e sostituito dallo Spike | 90mm                                          |
| Missile controcarro medio-lungo raggio                           | - Spike MR/LR | 130mm                                         |
| Missile controcarro a lungo raggio                               | - TOW 2 radiato dal servizio e sostituito dallo Spike | 127mm                                         |
| SAM portatile per bassa quota                                    | - FIM-92 Stinger | 70mm                                          |
| SAM per bassa e media quota                                      | - CAMM ER - Skyguard Aspide in 6 batterie di cui 4 operative, 1 per addestramento e 1 di riserva.                                                                                            |                                               |
| SAM per bassa, media e alta quota                                | - SAMP/T in 6 batterie |                                               |

## Equipaggiamento individuale
| Tipo                               | Modello |
| ---------------------------------- | --- |
| Elmetto                            | - Sistema Compositi SEPT-2 - Sistema Compositi SEPT-2 PLUS - Tecno Fibre TF89                                 |
| Giubbotto antiproiettile           | - PBI g - 12 t - Mod. AP 98/98A                                                                               |
| Equipaggiamento CBRN individuale   | - Maschera anti-NBC M90 - Indumento protettivo permeabile anti-NBC - Corredo complementare configurazione '95 |
| Visori notturni                    | - AN/PVS 18 M983 (monoculare) - AN/PVS 15 M953 (binoculare) - AN/PVS 21 (binoculare)                          |
| Ottica di puntamento a punto rosso | - Aimpoint CompM2                                                                                             |
| Mirino telescopico di squadra      | - ACOG |
| Baionetta                          | - Extrema Ratio Fulcrum                                                                                       |

## Mezzi terrestri

### Cingolati
Carri da battaglia

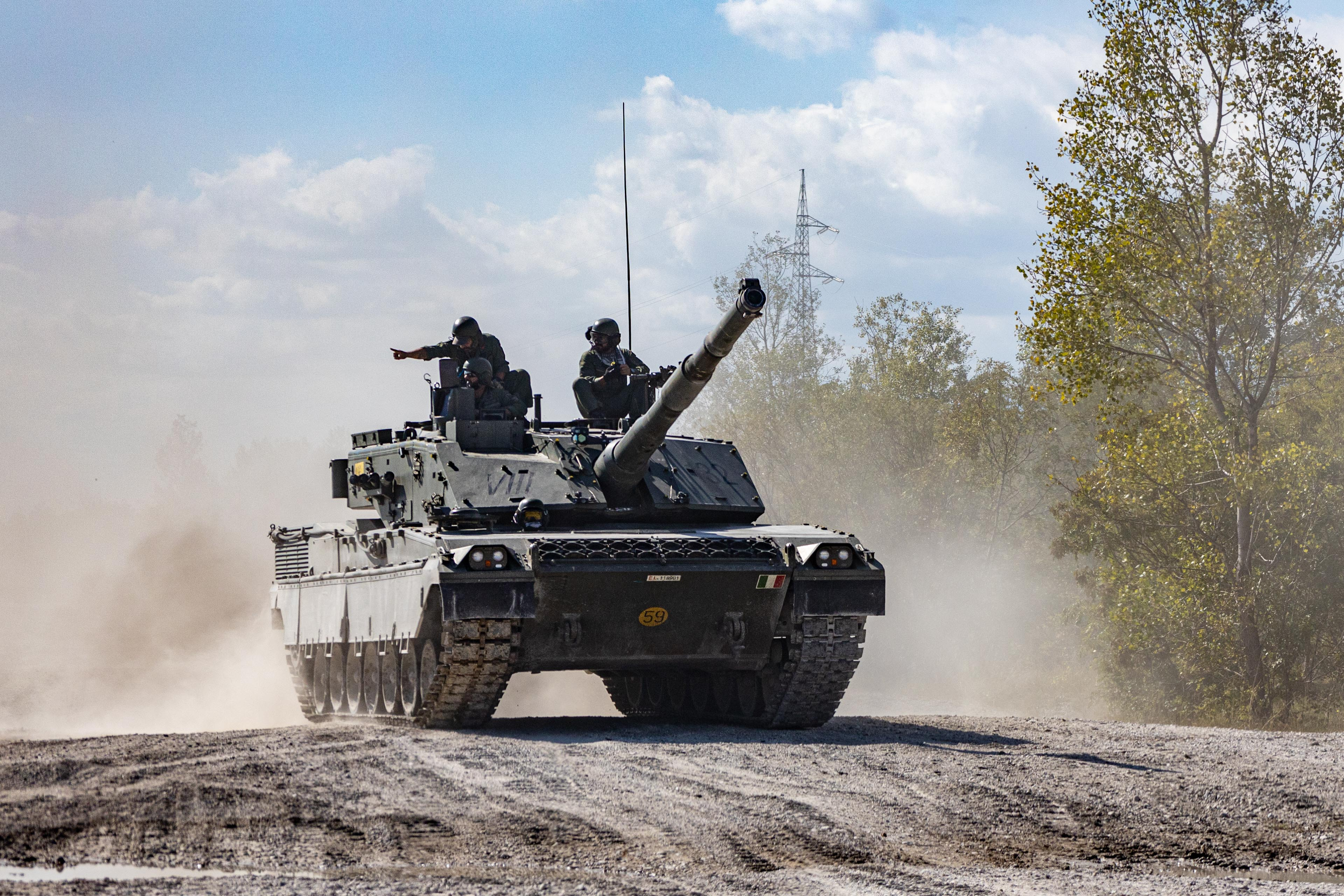
Il carro armato da combattimento Ariete.

- C-1 Ariete - circa 200 esemplari di cui 90 saranno aggiornati alla versione C2 ariete (con un’opzione per ulteriori 35 esemplari)
- Leopard 1 - circa 120 esemplari (addestrativi e versioni speciali)

Veicoli da trasporto e combattimento
- VCC Dardo - IFV 198 esemplari
- VCC-1/2 - APC

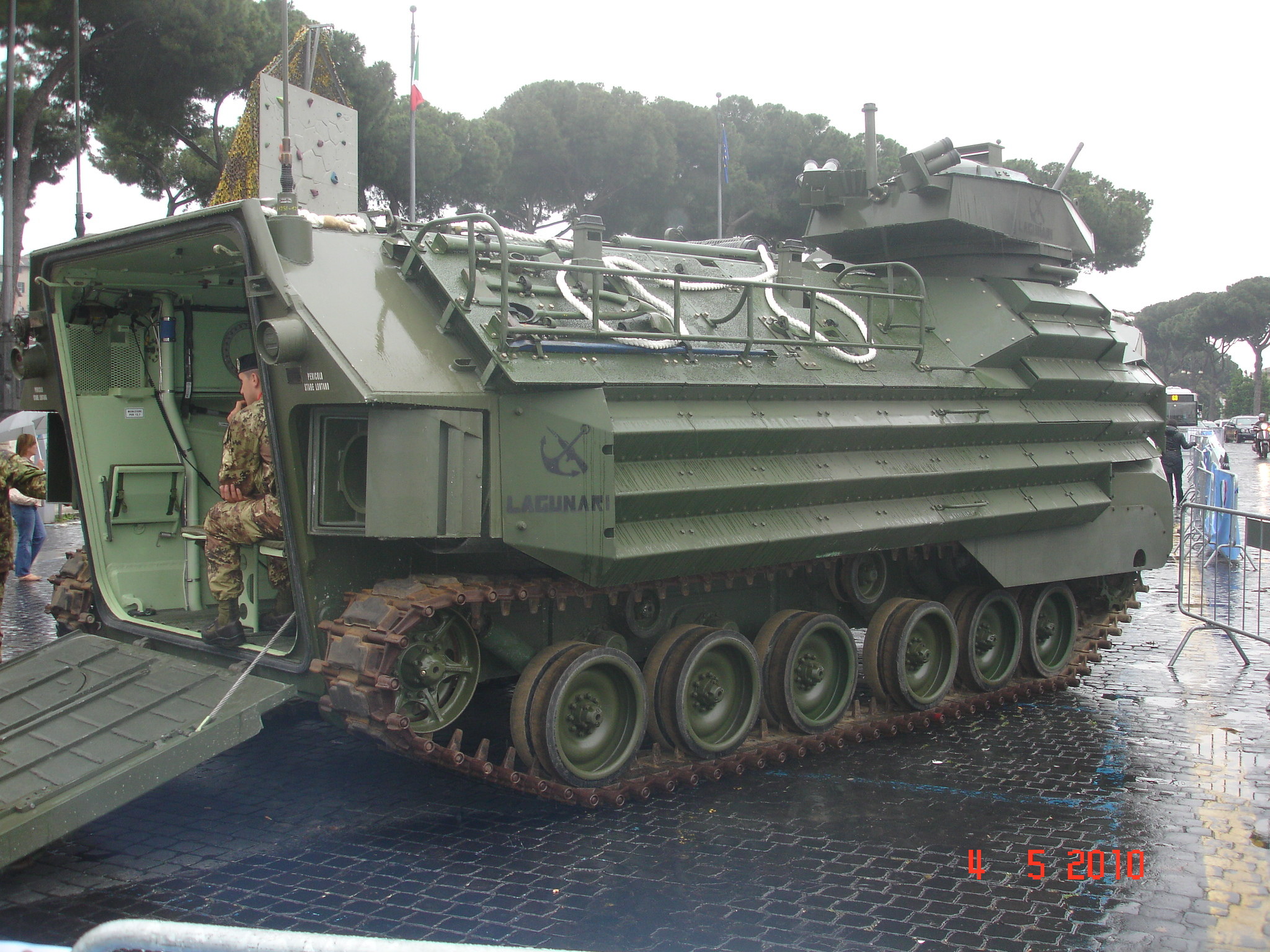
L'AAV-7A1.

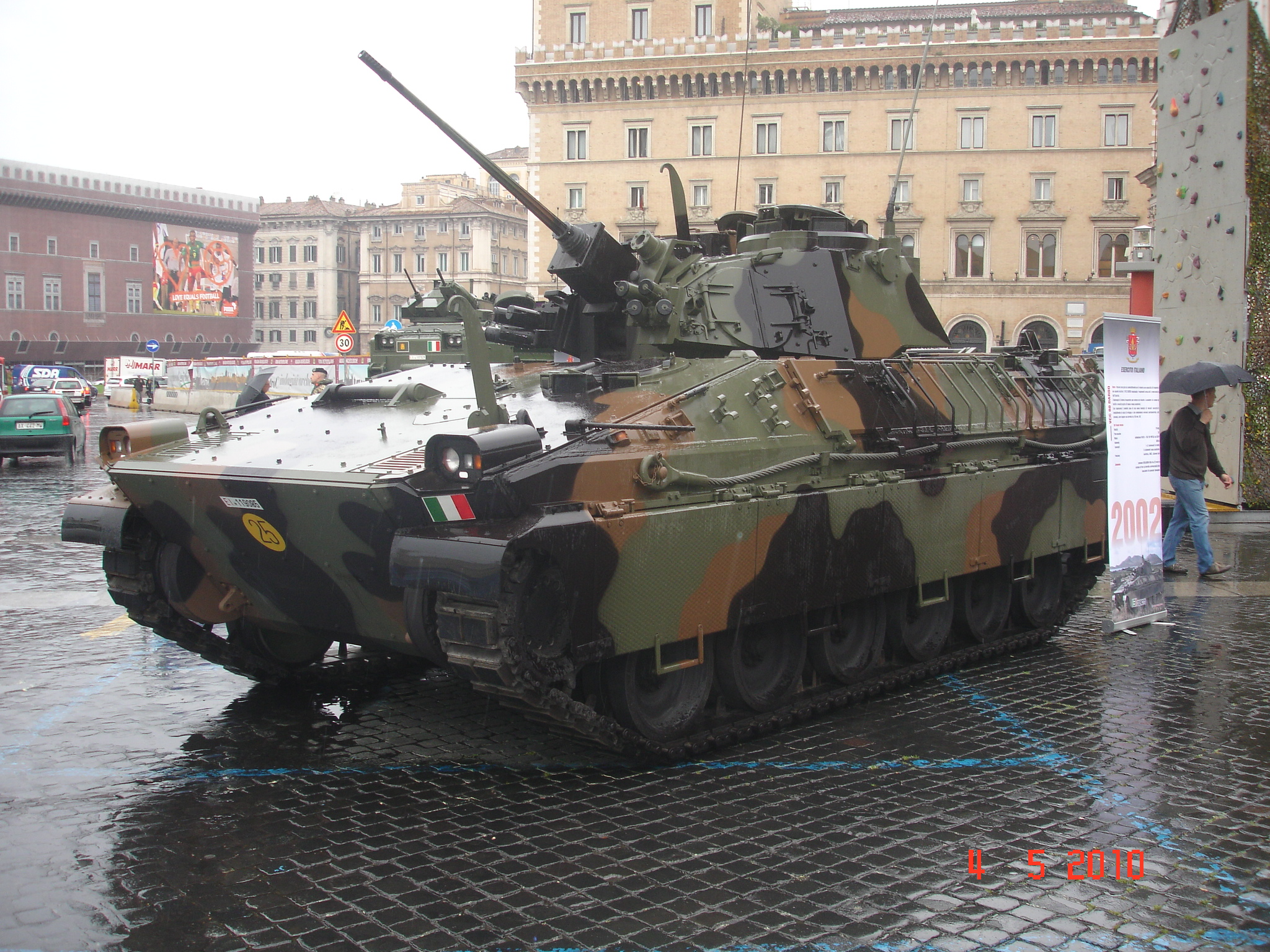
Il veicolo da combattimento fanteria Dardo.

- M106 - variante dell'M113 con mortaio da 120mm
- M113 - variante con sistema d'arma TOW
- AAV-7A1 - Veicolo d'assalto anfibio

Semoventi
- PzH 2000 - 68 esemplari Obice Semovente 155 mm
- MLRS (Multiple Launching Rocket System) - Sistema multiplo lanciarazzi terra-terra

Veicoli speciali

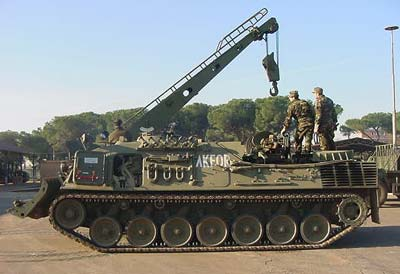
Leopard pioniere.

- Bandvagn 206 - Versioni 206/206S/TOW
- M577 - Veicolo Posto Comando
- M548 - Veicolo Trasporto Munizioni
- Carro soccorso e recupero "Bergepanzer 2" - Mezzo del Genio
- Carro pioniere "Pionierpanzer 1" - Mezzo del Genio
- Carro veicolo gettaponte "Biber" - Mezzo del Genio

### Ruotati
Tattici

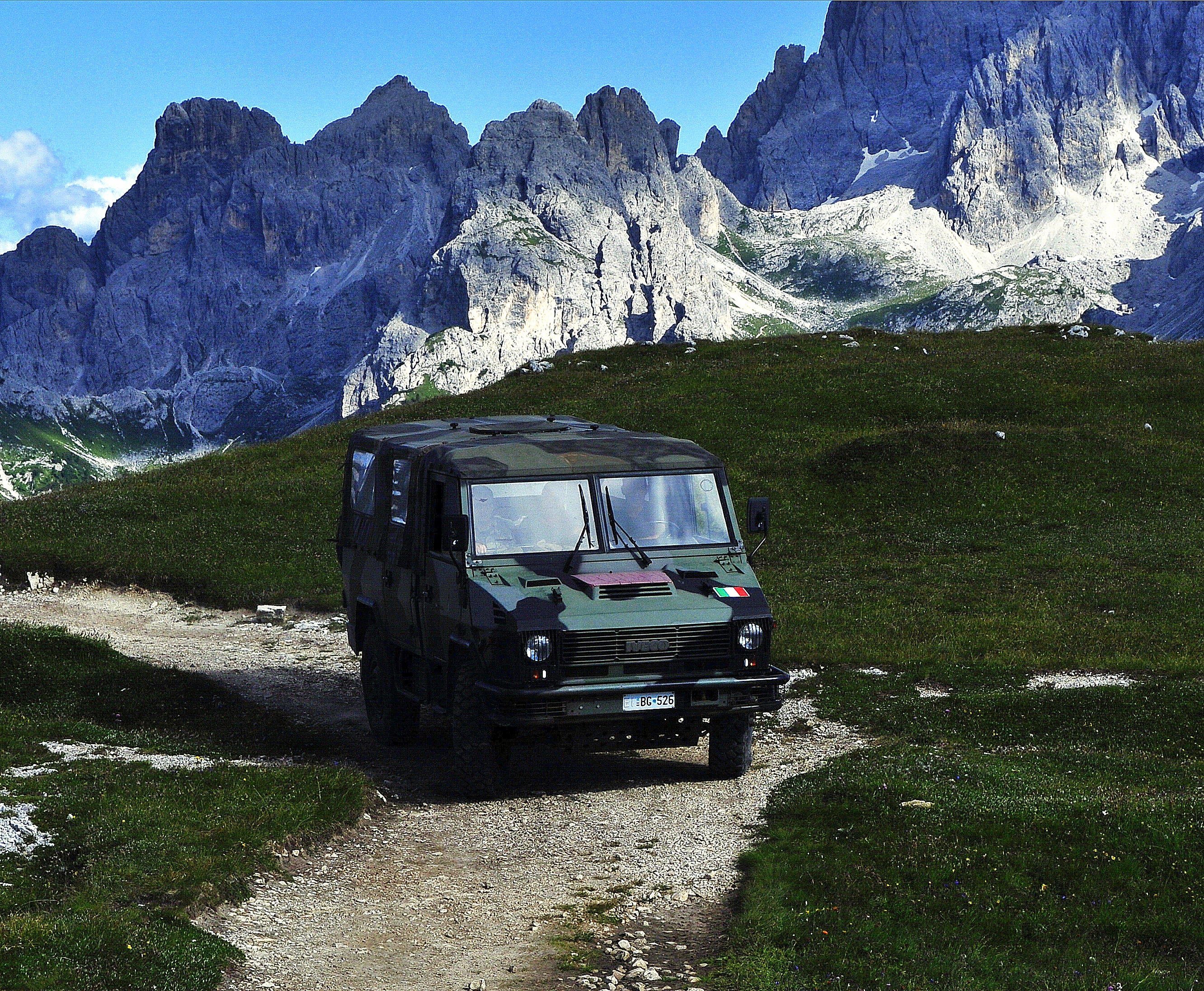
Iveco VM Torpedo.

- Motociclo da ricognizione Cagiva 350 W12
- Veicolo Tattico Medio Multiruolo - Veicolo blindato medio tattico multiruolo
- Land Rover AR 90 - Veicolo da ricognizione/attacco veloce
- VM 90T - Veicolo multiruolo versione "Torpedo"
- VTLM Lince - Veicolo trasporto leggero
- Lancia ACL 90 - Autocarro leggero
- Iveco ACM 90 - Autocarro medio
- Iveco ACTL 4x4 - Autocarro medio
- Iveco ACTL 6x6 - Autocarro tattico logistico
- Iveco ACTL 8x8 - Autocarro medio
- Astra SM 66.40 CAD - Autocarro tattico pesante per traino artiglieria
- Autocisterna tattica 6x6

Protetti
- VM 90P - Veicolo multiruolo versione "Protetto"

Blindati

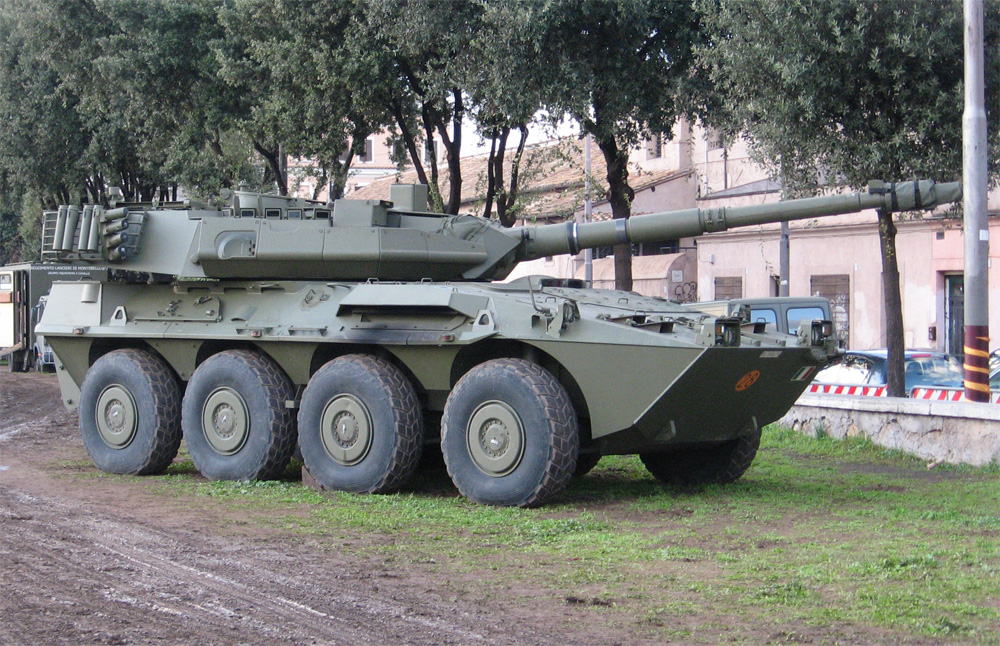
La blindo pesante Centauro.

- Centauro II - Autoblindo/cacciacarri

10 veicoli acquisiti con il contratto firmato nel luglio 2018, 96 blindo (86 +10 in opzione, con l’opzione già esercitata) acquistate con il contratto siglato a dicembre 2020, 16 ordinate a luglio 2022, per un totale di 122 esemplari ordinati. Altri 28 esemplari sono stati ordinati nel 2023, per un totale di 150 veicoli.
- B-1 Centauro - Autoblindo/cacciacarri (versione precedente del B-2 presente in 320 esemplari)
- Puma 4×4 e 6×6 - APC ruotato 330 esemplari versione 4x4 e 250 esemplari versione 6x6
- VBM Freccia - IFV 630 esemplari
- Iveco superAV - veicolo d'assalto anfibi
- Renault VAB NBC (VBR NBC nella versione italiana) - Veicolo blindato da ricognizione
- Orso 4x4 - Veicolo blindato da trasporto truppe, ambulanza, trattore d'artiglieria e posto comando.
- Buffalo 6x6 MRAP - Veicolo blindato sviluppato per resistere alle mine terrestri e agli ordigni esplosivi improvvisati.

Veicoli speciali
- TM 69 FH 70 - Trattore
- Fiat Ducato - Ambulanza
- VM 90 - Veicolo multiruolo versione "Ambulanza"
- Fiat 370 - Autobus
- Fiat A90.14 - Autobus
- Fiat M120 - Autosoccorso
- Fiat AG70 6605 DM - Autogrù media
- Fiat M200 - Autogrù
- M180 "ISOLI" - Autogrù M180
- Iveco ATC 81 - Autoarticolato trasporto mezzi corazzati da 50 t
- Astra - Autocarro trasporto pesante 6x6
- Astra - Complesso traino pesante fino a 64 t 8x8
- FDOC (Fire Direction Operation Center) - Posto di comando elettronico del sistema d'arma

### Genio
Ponti
- Ponte su appoggi fissi "Bailey"
- Ponte galleggiante motorizzato "PGM"
- Ponte tattico "MGB"

Macchine movimento terra
- FD/175 - Apripista cingolato
- FL/175 - Caricatore cingolato
- JCB/426 - Caricatore ruotato
- FE/20 - Escavatore cingolato
- JCB 1CX/3CX - Terna ruotata
- FL 150C - Autolivellatrice
- Bitelli Mod. Condor - Autocostipatore

Supporto generale
- Gruppo elettrogeno "COELMO"
- Astra - Autocarri/autoribaltabili pesanti
- Locatelli Grill 850 - Autogrù
- Ormig 603 TTV - Autogrù
- Piattaforma di lavoro sollevabile
- Camion betoniera

Veicoli speciali
- Wheelbarrow Mk8 plus - Veicolo telecomandato
- Barchetto a scafo rigido

### Sanità
- Unità sanitaria elitrasportabile MOD. 90
- Nucleo chirurgico campale

### Commissariato
- Tende pneumatiche
- Shelter
- Impianti mobili
- Fresia F18 4x4

## Aeromobili

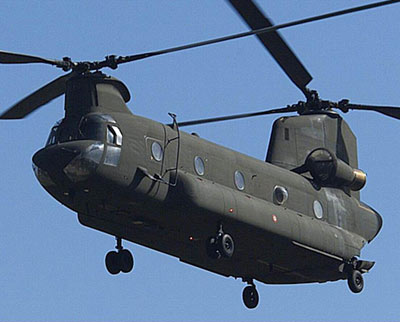
Un elicottero CH-47 Chinook dell'EI.

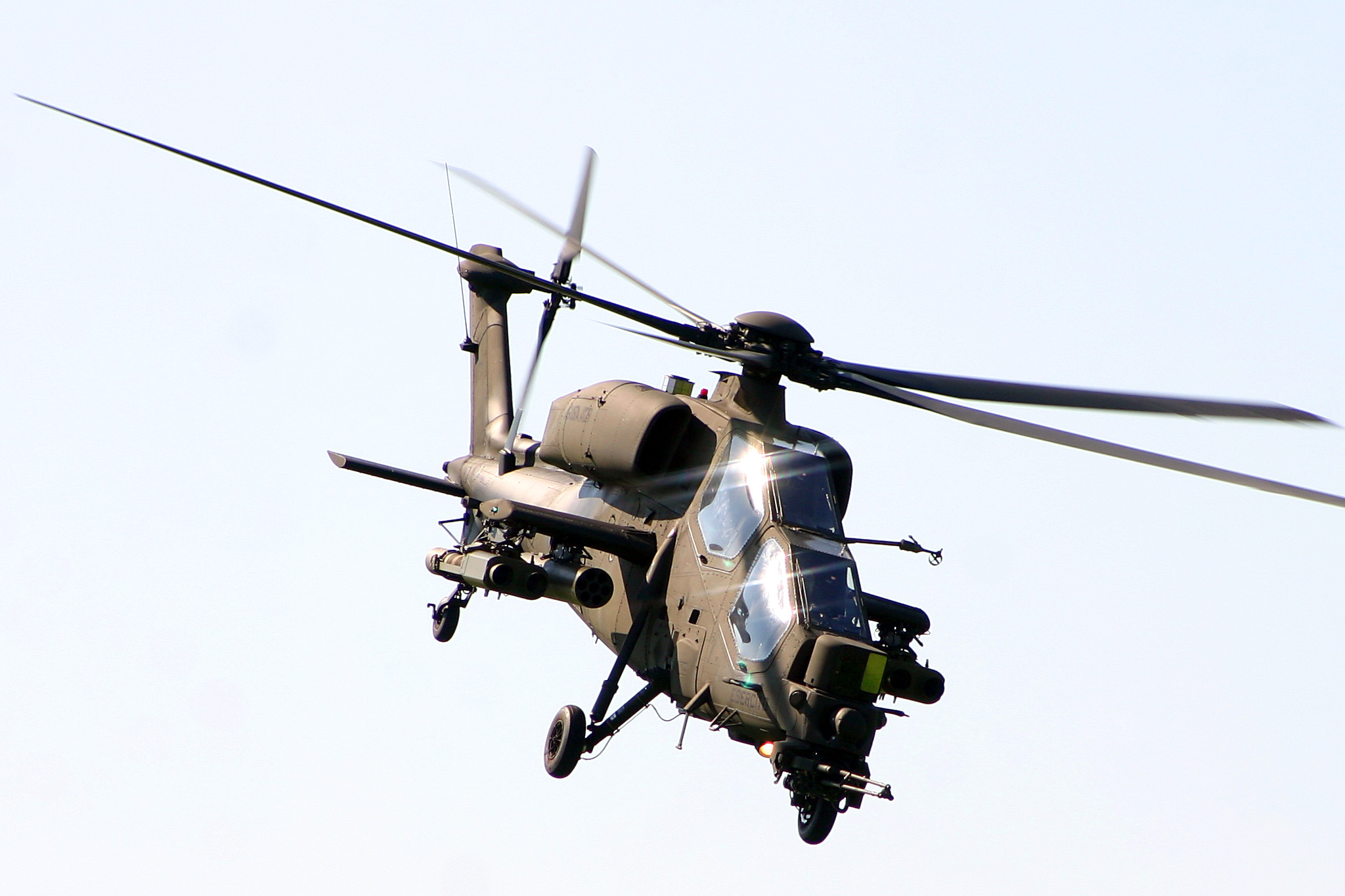
L'A129 Mangusta.

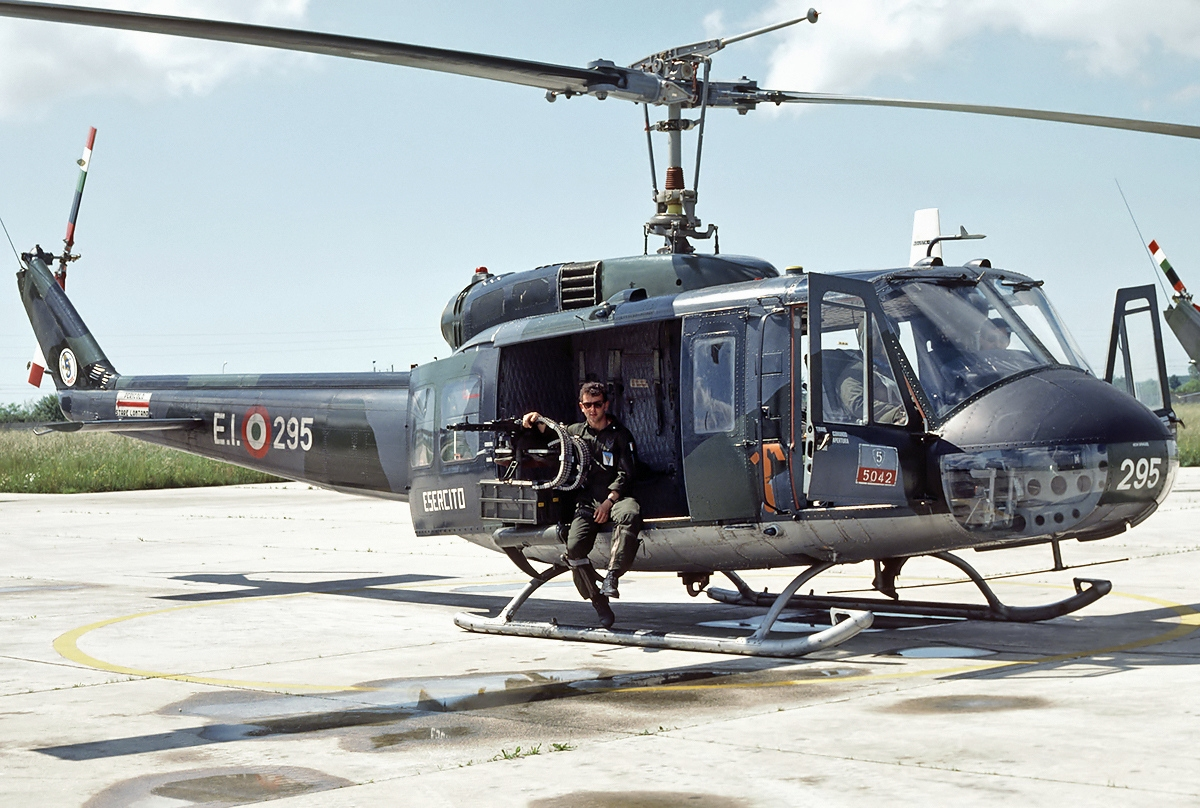
Un Agusta-Bell 205A-1 a Viterbo nel 1987.

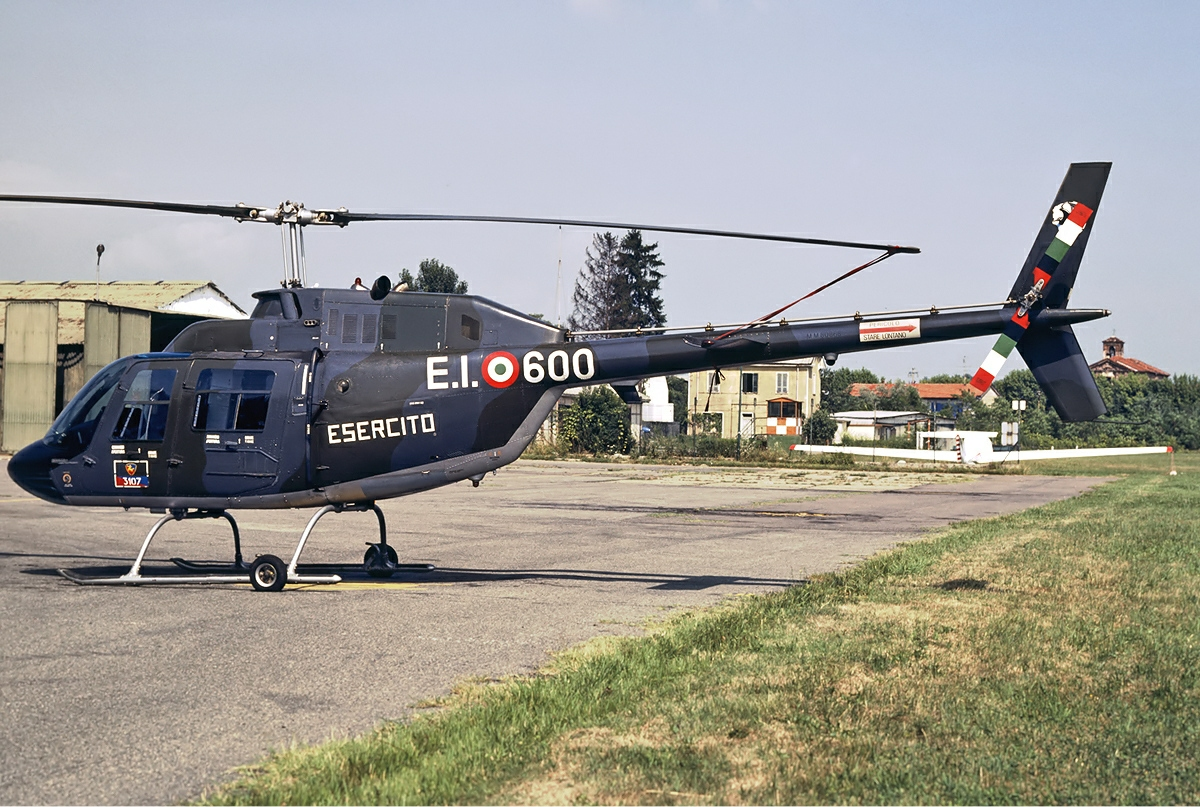
Un Agusta-Bell 206A a Vergiate nel 1982.

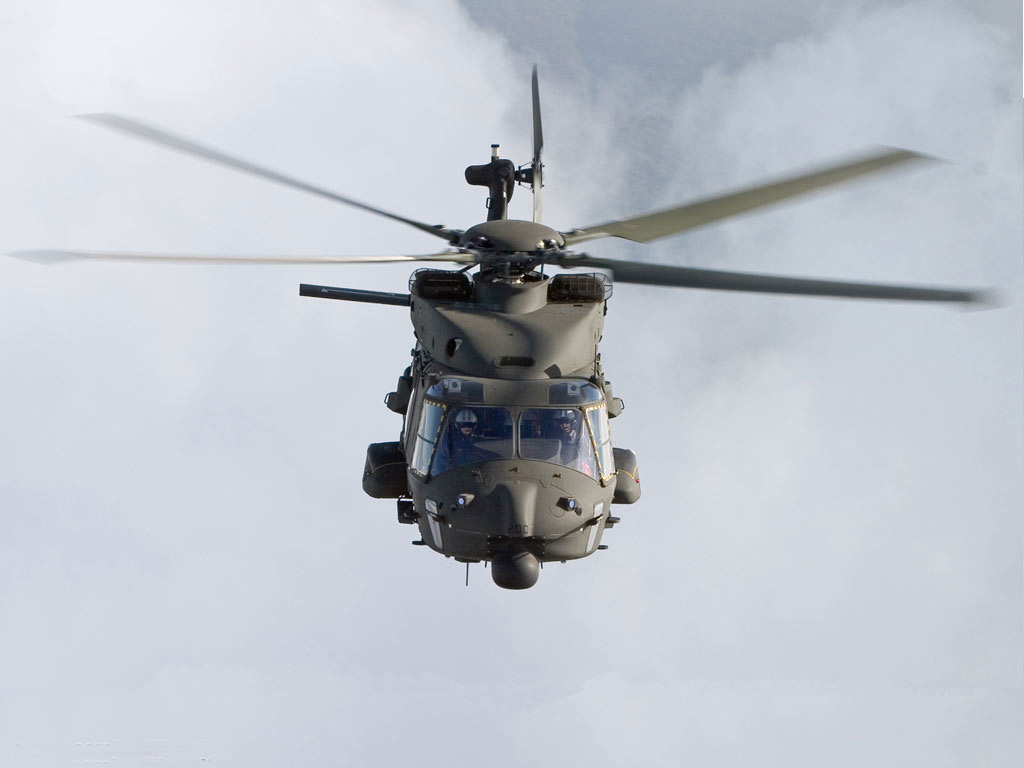
Un NH90 in volo.

### Aerei da collegamento e trasporto
- Piaggio P-180 - Aereo collegamento regionale
- Dornier Do 228 - Aereo trasporto leggero

### Elicotteri
Esplorazione e scorta
- Agusta A129CBT Mangusta - Elicottero da attacco e ricognizione

Supporto al combattimento
- Agusta-Bell AB 205 A-1 - Elicottero leggero multiruolo
- Agusta-Bell AB 206 C-1 - Elicottero da addestramento
- Agusta-Bell AB 212 - Elicottero da trasporto tattico e pattugliamento
- Agusta-Bell AB 412 - Elicottero da trasporto
- Leonardo AW169 - Elicottero leggero multiruolo

Trasporto
- NHIndustries NH90 TTH - Elicottero trasporto medio
- Boeing CH-47C Chinook - Elicottero trasporto pesante
- Boeing CH-47F Chinook - Elicottero trasporto pesante

### APR
- RQ-7 Shadow 200

## Simbologia
Nella prima versione il rosso del campo dello scudo indicava «l'audacia, il coraggio ed il sacrificio cruento» espressi dall'Esercito Italiano in tutte le guerre da lui combattute; il trofeo indicava l'insieme delle armi che compongono l'Esercito: «i fucili la Fanteria, le lance la Cavalleria, i cannoni l'Artiglieria, le asce il Genio, le saette le Trasmissioni», mentre le due sciabole ricordavano la partecipazione alle battaglie risorgimentali; in ultimo la «granata d'oro, infiammata al naturale» è il simbolo che accomuna tutte le truppe terrestri; nella nuova versione la granata, spostata nella lista riportante il motto salvs rei pvblicae svprema lex esto, è stata sostituita da una lorica d'oro, cimata dall'asta di legno al naturale, sostenente l'elmo.

## Festa dell'Esercito Italiano
La festa dell'Esercito Italiano ricorre il 4 maggio e celebra l'istituzione del Regio Esercito, nel 1861; nel 1946 il Regio Esercito ha assunto il nome di Esercito Italiano.

## Impiego operativo

### Missioni e operazioni nazionali
A partire soprattutto dagli anni novanta del XX secolo, l'Esercito ha operato in concorso alle altre forze di polizia italiane in occasione di varie attività, come l'Operazione Vespri siciliani nel 1992, in Campania nell'Operazione Alto Impatto del 2002, nell'Operazione Partenope e nell'Operazione Strade Pulite nel 2008 per fronteggiare la crisi dei rifiuti in Campania, oltre a varie attività di polizia in diverse località.
L'arma è stata impegnata anche in diverse operazioni contro il crimine, come ad esempio nell'operazione "Partenope" - nella quale vennero impiegati 500 soldati - che ebbe inizio il 18 febbraio 1994 e fu interrotta il 15 dicembre 1995. Ripresa il 14 luglio 1997 cessò definitivamente il 30 giugno 1998. L'operazione ebbe risvolti positivi ma non riuscì a debellare il fenomeno camorristico, avendo comunque dei risultati nel ridurre la microcriminalità nella città partenopea.
Altre operazioni importanti sono l'operazione Vespri siciliani", l'"operazione Forza Paris", l'"operazione Riace", l'"operazione Salento", l'"operazione Old Bridge", l'"operazione Perseo" e l'"Operazione Strade sicure".

### Missioni e operazioni internazionali
Ha preso parte inoltre a varie missioni a livello internazionale, come ad esempio nella Missione Italcon nell'ambito della guerra in Libano del 1982 (la prima missione internazionale cui l'esercito italiano repubblicano abbia mai partecipato) e alla Missione Ibis I, nell'ambito dell'Operazione Restore Hope in Somalia tra il 1992 e il 1993.
L'impegno in ambito internazionale è continuato con le missioni in Congo (2001), Afghanistan (missione ISAF, dal 2002), Sudan (2003), Iraq (operazione Antica Babilonia, 2003-2006), Libano (operazione Leonte, dal 2006) e Libia (operazione Cyrene).

### Le funzioni C4IEW
Le funzioni di intelligence generali vengono ora svolte dall'AISI/AISE quella tecnico militare è svolta dal II Reparto Informazioni e Sicurezza - RIS dello SMD. In ambito forza armata la funzione C4I (comando, controllo, comunicazione, computer, informazione) è assolta dalla Brigata Informazioni Tattiche (fino al 2018 "Brigata RISTA-EW"), che raggruppa le unità di guerra elettronica appartenenti all'Esercito Italiano, alle dipendenze del Comando trasmissioni ed informazioni dell'Esercito (CoTIE).
La sigla RISTA-EW sta per Reconnaissance, Intelligence, Surveillance, Target Acquisition - Electronic Warfare, sempre precisando che la funzione intelligence (a livello strategico e operativo) in Italia, dopo la riforma dell'intelligence italiana del 2007 viene assolta dalle agenzie alle dirette dipendenze della Presidenza del Consiglio dei ministri, che delega allo stato maggiore della difesa le funzioni tattiche, a sua volta supportato da organi delle singole forze armate (come appunto la Brigata RISTA-EW).

### Funzioni di protezione civile
Talvolta l'Esercito Italiano è intervenuto con funzioni di soccorso alla popolazione in caso di disastri e calamità naturali prima della costituzione del Dipartimento della Protezione Civile avvenuto nel 1992. Dal terremoto di Messina del 1908, al terremoto del Friuli, al terremoto dell'Irpinia, fino alla partecipazione annuale alle operazioni antincendio sia con uomini e mezzi terrestri sia con propri mezzi aerei (come gli elicotteri Chinook dotati di apposito cesto-secchio per il lancio di acqua), l'esercito ha partecipato alle operazioni di soccorso in caso di calamità naturali, schierando ospedali da campo e mezzi per movimento terra, nel controllo delle coste in occasioni degli sbarchi (operazione Salento nel 1995, e a Lampedusa nel 2010), e in occasione di disastri e calamità naturali come l'alluvione di Sarno e Quindici del 1998, il terremoto di Umbria e Marche del 1997, il terremoto del Molise del 2002, il terremoto dell'Aquila del 2009 e il terremoto dell'Emilia del 2012 e alle numerose inondazioni/disastri geologici (varie esondazioni del fiume Po), e nel 2010-2012 (in Calabria, in Sicilia e in Toscana e alle Cinque Terre) e ogni volta in cui la Protezione Civile non sia riuscita a soddisfare con i propri uomini e mezzi le necessità di soccorso alla popolazione.
L'esercito ha anche partecipato nel 2010 all'operazione Strade Pulite, ovvero allo sgombero delle strade di Napoli ingombre di spazzatura durante l'emergenza rifiuti in Campania e ai lavori con organi del Genio per ripristinare e mettere in sicurezza numerosi siti in cui riporre l'enorme quantità di rifiuti che gli organi cittadini/provinciali e regionali preposti non erano in grado di soddisfare. Attualmente è impegnato in concorso alla Polizia e ai Carabinieri nell'operazione Strade Sicure, mediante la sorveglianza di punti sensibili di grande transito (metropolitane, grandi stazioni ferroviarie) e presidio di posti fissi (ambasciate, consolati, ecc.).

## Dati statistici
| Personale dell'Esercito Italiano per il 2021 | Personale dell'Esercito Italiano per il 2021                                 | Personale dell'Esercito Italiano per il 2021 | Personale dell'Esercito Italiano per il 2021 |
| Categorie                                    | Ruoli                                                                        | %                                            | Totale                                       |
| -------------------------------------------- | ---------------------------------------------------------------------------- | -------------------------------------------- | -------------------------------------------- |
| Ufficiali                                    | Ufficiali Generali: 227 Ufficiali Superiori: 7.550 Ufficiali Inferiori: 2937 | 11.5                                         | 10.714                                       |
| Sottufficiali                                | Ruolo Marescialli: 13.276 Ruolo Sergenti: 8.623                              | 23.5                                         | 22.035                                       |
| Graduati e Truppa                            | Servizio Permanente: 42.519 Ferma Prefissata: 16.946                         | 64                                           | 59.465                                       |
| Allievi                                      | Allievi Ufficiali: 296 Allievi Sottufficiali: 261 Scuole militari: 351       | 1                                            | 908                                          |
| Totale                                       | Uomini: 85.394 (91,8%) Donne: 7.592 (8,2%)                                   | 100                                          | 92.986                                       |

## Onorificenze

### Armoriali dell'Esercito Italiano
- Armoriale dell'Esercito Italiano
- Armoriale della fanteria dell'Esercito Italiano
- Armoriale della cavalleria dell'Esercito Italiano
- Armoriale dell'artiglieria dell'Esercito Italiano
- Armoriale del genio dell'Esercito Italiano
- Armoriale delle trasmissioni dell'Esercito Italiano
- Armoriale dell'aviazione dell'Esercito Italiano
- Armoriale dei trasporti e materiali dell'Esercito Italiano

### Onorificenze alla bandiera di guerra
La bandiera di guerra dell'Esercito Italiano è decorata delle seguenti onorificenze (aggiornamento ad agosto 2024):
- 4 Croci di Cavaliere dell'Ordine militare d'Italia
- 2 Medaglia d'oro al valor militare
- 4 Medaglie d'oro al valor civile
- 1 Medaglie d'oro al valor civile
- 4 Medaglie d'oro al merito civile
- 1 Medaglia d'argento al merito civile
- 1 Medaglia d'oro al merito della Croce Rossa Italiana
- 1 Medaglia d'oro al merito della sanità pubblica
- 1 Medaglia di bronzo dorata di eccellenza di I classe di pubblica benemerenza del Dipartimento della Protezione civile